# Lee Joo-woo
Dans ce nom coréen, le nom de famille, Lee, précède le nom personnel.
Lee Joo-woo, née le 3 septembre 1990, est une actrice sud-coréenne. Elle a joué dans plusieurs séries télévisées telles que All is Well (2015), Welcome to Waikiki (2018) et plus récemment Let's Eat 3 (2018).

## Filmographie

### Cinéma
- 2016 : Mood of the Day : Femme du bureau d'information
- 2017 : Snowy Road : Ayako
- 2017 : To Be Sixteen : Soo-kyung
- 2017 : Calling Jung : Yoo-na (cameo)

### Séries télévisées
- 2014–2015 : Schoolgirl Detectives : Choi Mi-rae
- 2015 : Hogu's Love : Min-ji
- 2015 : House of Bluebird : Park Joo-ri
- 2015 : Snowy Road : Ayako
- 2015–2016 : All is Well : Yang Na-ri
- 2017 : Return of Fortunate Bok : Shin Hwa-young
- 2018 : Welcome to Waikiki : Min Soo-ah
- 2018 : Let's Eat 3 : Lee Seo-yeon